# Jenotajewka
Jenotajewka (ros. Енотаевка) – wieś w południowo-zachodniej Rosji, w obwodzie astrachańskim, położona nad Wołgą, ok. 55 km od kazachsko-rosyjskiej. W 2010 roku wieś liczyła 7861 mieszkańców.